# Parambassis thomassi
Parambassis thomassi és una espècie de peix pertanyent a la família dels ambàssids.

## Descripció
- Fa 12 cm de llargària màxima.[5][6]

## Hàbitat
És un peix d'aigua dolça, salabrosa i marina; demersal i de clima tropical.

## Distribució geogràfica
Es troba a Àsia: els Ghats Occidentals de Kerala i Karnataka (l'Índia) i Tailàndia.

## Observacions
És inofensiu per als humans.